# 永乐群岛

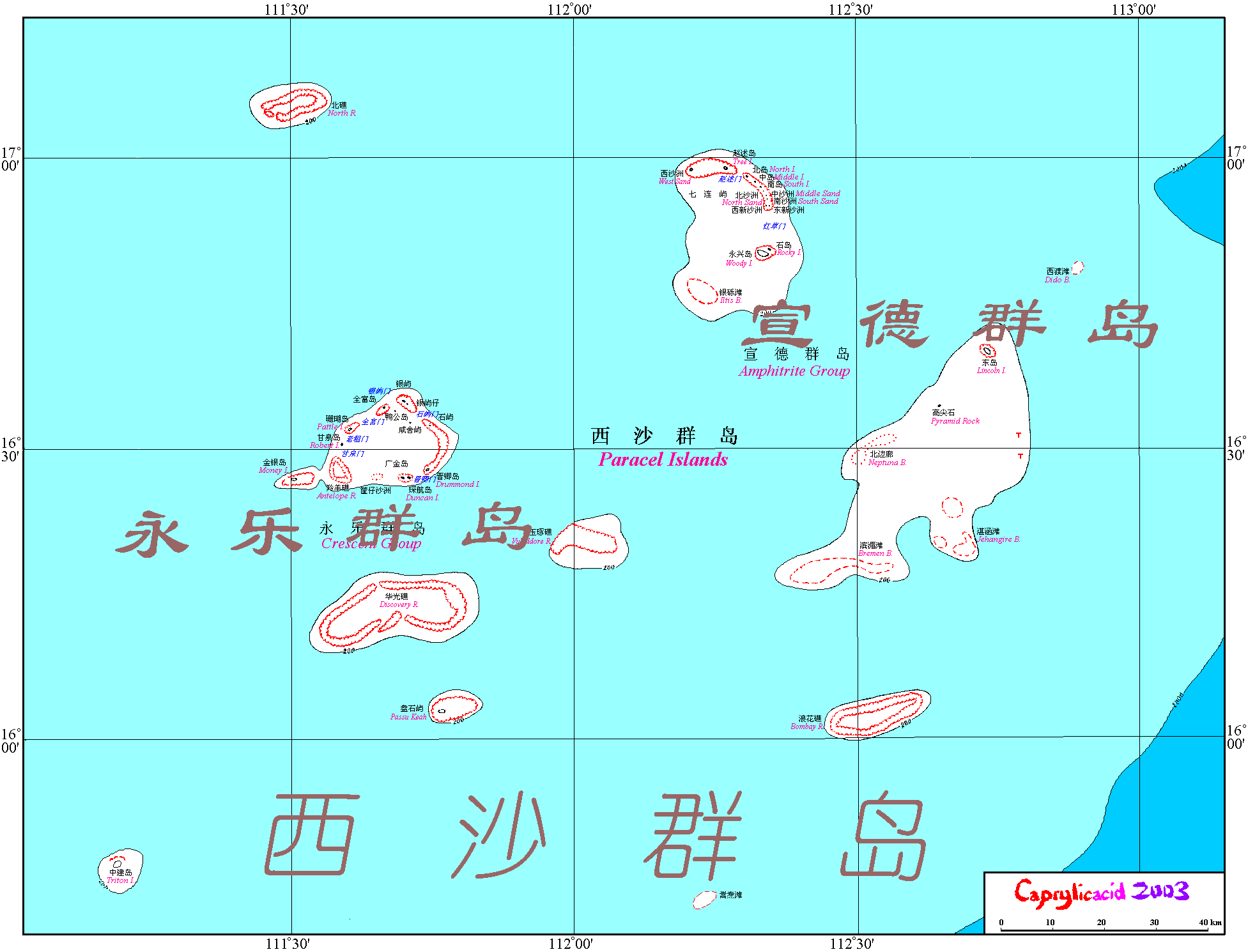
永乐群岛位于西沙群岛的西部。

永乐群岛为南中国海西沙群岛的一部分，位于西沙群岛西部，包括14座岛屿，1座沙洲和4个礁。1935年公布的名称为库勒生特列岛，但范围只包括永乐环礁部分。1947年和1983年公布名称为永乐群岛，以纪念明朝永乐年间郑和七次下西洋之举。中国渔民俗称“西八岛”、“下八岛”或“下峙”。目前由中华人民共和国实际控制。

## 组成
永乐群岛包括永乐环礁、中建岛、盘石屿、华光礁、玉琢礁和北礁共五个环礁和一个台礁：
- 永乐环礁：14座岛：金银岛、甘泉岛、珊瑚岛、全富岛、鸭公岛、银屿、银屿仔、咸舍屿、石屿、晋卿岛、琛航岛、广金岛、筐仔沙洲、羚羊礁。
- 其它4个环礁：北礁、华光礁、玉琢礁、盘石屿，其中仅盘石屿有一个露出水面的同名岛屿，北礁设有永久灯塔。
- 1个台礁中建岛。

在中国官方文献，西沙群岛被分作永乐群岛和宣德群岛，事实上这种分法与客观的地理分布并不十分符合：两片区域之间没有任何明确的地理、地质分隔（如海沟、断层等）；两者的各个组成部分相互交错分布，而不是各自“抱团”。（这种分法有可能源于对水面岛屿的分片划分，因为从水面岛屿来看，宣德环礁和永乐环礁是西沙群岛的两个大而集中的岛屿集团，其它零散的4个岛屿可以分别归属它们的附属岛屿。）英文文献中并没有直接对应的单词与永乐群岛和宣德群岛对应，某些时候，英文文献会以永乐环礁Crescent Group和宣德环礁Amphitrite Group这样的地理名词代指永乐群岛和宣德群岛。
从地理位置来看，西沙群岛的北礁和中建岛相对孤立，其它岛礁都分布于以玉琢礁为中心的密集区域。海底地形则更清晰地表现出各岛礁相对亲疏关系：西沙多数岛礁都集中分布于一个中心台地，外围分散的中建岛、北礁和浪花礁较为独立，而中心台地被“西沙中海槽”分成两片，东片是宣德环礁-东岛环礁，为宣德群岛核心区，西片是永乐环礁-华光礁-盘石屿-玉琢礁，为永乐群岛的核心区。因此，如果不包括外围的中建岛、北礁和浪花礁，永乐群岛和宣德群岛的划分是有地理学依据的。注：西沙中海槽向北没有明显的延伸，向南的延伸在东岛环礁和浪花礁之间穿过。

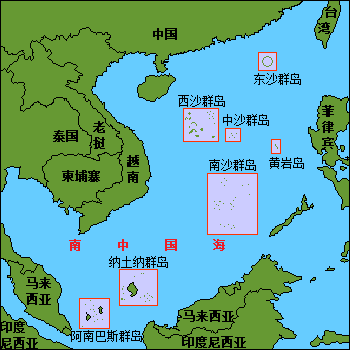
南中國海地圖，西沙群島(Xisha Paracel)。